# Aaron Nimzowitsch
Aaron Nimzowitsch (lettisk: Ārons Ņimcovičs; tysk: Aaron Nimzowitsch ; russisk: Аро́н Иса́евич Нимцо́вич tr. Aron Isajevitj Nimtsovitj) 7. november 1886 i Riga – 16. marts 1935 i København) var en lettisk skakspiller, som efter 1. verdenskrig bosatte sig i Danmark. Han var på sin karrieres højdepunkt blandt verdens stærkeste skakspillere, men anerkendes især for at have fornyet skaktænkningen gennem sine teorier. Hans hovedværk, Mit system, regnes for en klassiker inden for skaklitteraturen. Han kaldes også "Danmarks skaklærer".

## Biografi
Nimzowitsch kom fra en velhavende jødisk familie i Riga, Letland, som på det tidspunkt hørte under zardømmet i Rusland, og lærte skakspillet af sin far. Han blev student i Riga og rejste til Tyskland i 1904 for at studere filosofi, men begyndte samme år en karriere som professionel skakspiller, som varede til kort før hans død. Kort efter at have påbegyndt sin skakkarriere opgav han sine studier.
Han fik sit første bemærkelsesværdige resultat, da han opnåede en delt 3. plads i Ostende i 1907.
Han havde netop fået sit store gennembrud med 2. pladsen i San Sebastian i 1912, da 1. verdenskrig satte en midlertidig stopper for skakkarrieren. Krigen nedbrød hans helbred fysisk og psykisk, bl.a. fordi så mange unge på hans egen alder led en meningsløs død i skyttegravene.
Nimzowitsch flyttede efter de kaotiske år under og efter 1. verdenskrig til Sverige i 1920, men fortsatte til Danmark i 1922.
 Han boede resten af livet i København, hvor han følte sig vel modtaget. Nimzowitsch fik herefter stor indflydelse på det danske skakliv bl.a. som foredragsholder og skribent. Han kunne virke irritabel og nervøs, når symptomerne på hans sygdom var værst, men alligevel blev han i de danske skakklubber værdsat som en både kyndig og humoristisk foredragsholder.
Selv om han også havde flotte resultater før 1. verdenskrig (bl.a. en delt sejr med Alexander Aljechin i det alrussiske mesterskab i Skt. Petersborg 1914), havde han sine bedste år i en for en skakspiller forholdsvis sen alder. Disse begyndte, da han i 1925 vandt turneringen i Marienbad på deling med Akiba Rubinstein og blev nr. to i turneringen i Breslau efter Efim Bogoljubov. Samme år udkom Mein System første gang.
På karrierens højdepunkt var han verdens tredjebedste skakspiller lige efter Aljechin og José Raúl Capablanca. Han havde havde dog store problemer, når han mødte de allerbedste og vandt f.eks. aldrig et parti mod Capablanca (da Capablanca i hele sin karriere kun tabte 36 partier, var der derfor mange stærke skakspillere, han delte skæbne med). I internationale skakturneringer opnåede han i perioden 1904-1934 en score på 65,3 pct.
Hans sidste store sejr var i turneringen i Karlsbad 1929, hvor han bl.a. distancerede Capablanca.
Adskillige åbninger og varianter er opkaldt efter Nimzowitsch. Mest kendt er Nimzo -indisk (1.d4 Sf6 2.c4 e6 3.Sc3 Lb4).
Da Nimzowitsch døde i marts 1935 tilegnede Dansk Skak Unions medlemsbladet, Skakbladets majnummer til hans minde.
Bladet indeholdt et mindeord af Alexander Aljechin, som bl.a. skrev:
"Det er vel overflødigt endnu engang at gentage, at skakverdenen har lidt et stort tab ved Nimzowitsch's død. Men jeg vil gerne tilføje – vel det største. For Nimzowitsch var ikke blot en af de virkelig Store som praktisk kunstner, men frem for alt den første, som i dette århundrede åbnede nye veje for videnskabelig skak, og det er det det, som også i fremtiden vil gøre hans navn uforglemmeligt hos skakinteresserede."
Nimzowitsch er begravet på Bispebjerg Kirkegård i København (gravsted uL 378). Det fremgår af Skakhåndbogen (Dansk Skak Unions regelsæt), at skakunionen er forpligtet til at stå for vedligeholdelsen af gravstedet. Senere er Jens Enevoldsen blevet begravet i samme gravsted.

## Skakteoretisk betydning
Nimzowitsch kaldte selv sine teorier for en "skakrevolution", som blev indledt i 1911, hvor han i partier og partinoter gik imod den gældende opfattelse, at kontrollen med centrum på skakbrættet kun blev afgjort af bønderne. I 1913 skrev han artiklen Svarer Dr. Tarrasch' "Die Moderne Schachparie" virkelig til en moderne opfattelse? Nye tanker om moderne og umoderne skak, hvor han gik til til angreb på Siegbert Tarraschs opfattelse af moderne skak og fremhævede sine egne ideer. Angrebet blev af mange opfattet polemisk, og Nimzowitsch' ideer mødte en del modstand – ikke mindst fra Tarrasch. Senere skrev Nimzowitsch en artikel med titlen Mein system, som i 1925 også blev titlen på hans hovedværk.
Sammen med med Richard Réti, Savielly Tartakower og Gyula Breyer regnes Nimzowitsch for lederne af den hypermoderne skakskole (navngivet af Réti i Die neuen Ideen im Schachspiel fra 1922, som fik stor indflydelse fra midten af 1920'erne. Hypermodernisterne mente, at centrum af skakbrættet bør dækkes af fjerne officerer frem for af bønder, hvilket til dels svarer til Nimzowitschs' teser fra før 1. verdenskrig. Som Aljechin skriver i sit mindeord ovenfor, var Nimzowitsch en foregangsmand med sine ideer, og Mit system (som bogen hedder på dansk), regnes for en af skaklitteraturens klassikere, og bl.a. spillere som Bent Larsen, Tigran Petrosian og Anatolij Karpov har bygget en del af deres spil på hans ideer.

### "Mit system"
I 1925 begyndte Nimzowitsch at udgive Mein System i en serie på fem hæfter, hvor han samlede en række af sine på den tid revolutionerende ideer. De omfatter: Overdækning, blokade, profylakse og fianchetto-udvikling af løbere mv. Mein System hander om alt fra åbnings- til slutspil og kan bl.a. ses som en lærebog i positionsspil.
I Die Praxis meines Systems fra 1927 repeterer har sine ideer, udbygget med eksempler fra sine turneringspartier. Han fulgte op med en række foredrag, hvor han med sine kommentarer "har hjulpet utallige Skakspillere til at faa den rette Forstaaelse af Skakkampens Problemer og har vist dem, hvor de havde de stærke og svage Sider i deres Spil." 
Det afgørende moment i et skakparti er parternes kamp om at konsolidere stillingen, inden der sættes et afgørende angreb ind. Konsolideringen består af nogle grundprincipper: Centralisering, blokade, profylakse (forebyggelse) og overdækning.
- Centralisering er en fjernkontrol med felterne i centrum, som ved logisk spillemåde vil gøre den kontrollerende part i stand til at besætte disse felter i partiets kritiske fase. Dette gøres fx ved at bytte en af modstanderen centralt placeret brik, når man har kontrol med det felt, den besidder.[13]

- Blokade er en opstilling af brikkerne, således at et aggressivt fremstød fra modstanderens side forhindres. Især er det vigtigt for hvid at kunne blokere evt. sorte fremstød mod felterne e4 og d4, ligesom det for sort er vigtigt at blokere for hvide fremstød mod felterne e5 og d5.[14] Hvis modparten har etableret en fribonde, er det afgørende at den blokeres hurtigst muligt.[15]

- Forebyggelse er en sikring mod svagheder i egen stilling, som foretages, før modstanderens svagheder angribes.[14]

Udover grundprincipperne udviklede Nimzowitsch en række "supplerende" principper, fx om værdien af en "forpostspringer", dvs. en springer, der både er trængt ind på modstanderens "banehalvdel" og umulig at fordrive herfra.
Et løberpar, der kontrollerer centralfelterne udgør ifølge Nimzowitsch et "terrorregime" mod modstanderens forsvarsstilling.

## Turneringssejre
I turneringer, hvor den absolutte elite deltog, vandt han:
- Marienbad 1925
- Dresden 1926
- London 1927
- Berlin 1928
- Karlsbad 1929

## Bøger
- Nimzowitsch, Aron: Mit System (oversat fra tysk, Mein System, af J.P. Toft), Hernovs Forlag, 1977 (oprindelig udgave 1925), ISBN 87-7215-633-3. Bogen indeholder i denne udgave bl.a. en kort biografi skrevet af J.P. Toft og verdensmester Alexander Aljechins mindeord i Skakbladet maj 1935.
- Nimzowitsch, Aron: Blokaden. Nye synspunkter af A. Nimzowitsch (oversat fra tysk, Die Blockade, af J.P. Toft), 1931 (oprindelig udgave 1925).
- Nimzowitsch, Aron: Die Praxis meines Systems (1927)